# 카스텔리탈디
카스텔리탈디(이탈리아어: Castel Ritaldi)는 이탈리아 움브리아주 페루자도에 있는 코무네다. 페루자에서 남동쪽으로 40km 거리에 있다.